# Lancer du marteau masculin aux Jeux olympiques d'été de 1964
Navigation
Rome 1960 Mexico 1968
L'épreuve du lancer du marteau masculin aux Jeux olympiques de 1964 s'est déroulée les 17 et 18 octobre 1964 au Stade olympique national de Tokyo, au Japon.  Elle est remportée par le Soviétique Romuald Klim.

## Résultats

### Finale
| Rang               | Athlète            | Pays                       | Essais | Essais | Essais | Essais        | Essais        | Essais        | Marque | Note |
| Rang               | Athlète            | Pays                       | 1      | 2      | 3      | 4             | 5             | 6             | Marque | Note |
| ------------------ | ------------------ | -------------------------- | ------ | ------ | ------ | ------------- | ------------- | ------------- | ------ | ---- |
| Médaille d'or      | Romuald Klim       | Union soviétique           | 67,19  | 64,64  | 68,59  | 69,74         | 68,81         | 68,17         | 69,74  | OR   |
| Médaille d'argent  | Gyula Zsivótzky    | Hongrie                    | 69,09  | 66,20  | 68,47  | 67,41         | 67,85         | 67,32         | 69,09  |      |
| Médaille de bronze | Uwe Beyer          | Équipe unifiée d'Allemagne | 68,09  | 65,64  | 62,91  | X             | 65,71         | X             | 68,09  |      |
| 4                  | Yuriy Nikulin      | Union soviétique           | 67,08  | 67,01  | 67,69  | X             | X             | 65,61         | 67,69  |      |
| 5                  | Yuriy Bakarinov    | Union soviétique           | 65,91  | 66,50  | 65,39  | 65,25         | 66,72         | X             | 66,72  |      |
| 6                  | Harold Connolly    | États-Unis                 | X      | 62,95  | 66,65  | X             | 64,73         | X             | 66,65  |      |
| 7                  | Ed Burke           | États-Unis                 | 65,66  | 65,06  | 62,68  | Non qualifiés | Non qualifiés | Non qualifiés | 65,66  |      |
| 8                  | Olgierd Ciepły     | Pologne                    | 64,83  | X      | X      | Non qualifiés | Non qualifiés | Non qualifiés | 64,83  |      |
| 9                  | Josef Matoušek     | Tchécoslovaquie            | 64,49  | 64,59  | 63,29  | Non qualifiés | Non qualifiés | Non qualifiés | 64,59  |      |
| 10                 | Tadeusz Rut        | Pologne                    | 61,03  | 61,94  | 64,52  | Non qualifiés | Non qualifiés | Non qualifiés | 64,52  |      |
| 11                 | Sándor Eckschmiedt | Hongrie                    | 63,83  | 63,19  | X      | Non qualifiés | Non qualifiés | Non qualifiés | 63,83  |      |
| 12                 | Al Hall            | États-Unis                 | 59,72  | 62,35  | 63,82  | Non qualifiés | Non qualifiés | Non qualifiés | 63,82  |      |
| 13                 | Takeo Sugawara     | Japon                      | X      | 62,66  | 63,69  | Non qualifiés | Non qualifiés | Non qualifiés | 63,69  |      |
| 14                 | Zdzisław Smoliński | Pologne                    | X      | X      | 62,90  | Non qualifiés | Non qualifiés | Non qualifiés | 62,90  |      |
| 15                 | Heinrich Thun      | Autriche                   | 62,76  | 62,41  | X      | Non qualifiés | Non qualifiés | Non qualifiés | 62,76  |      |